# Holotrichia kulzeri
Holotrichia kulzeri är en skalbaggsart som beskrevs av Frey 1975. Holotrichia kulzeri ingår i släktet Holotrichia och familjen Melolonthidae. Inga underarter finns listade i Catalogue of Life.